# Nima Alamian
Nima Alamian Darounkolaei (in persiano نیما عالمیان درونکلایی‎; Babol, 24 dicembre 1992) è un tennistavolista iraniano, che ha rappresentato l'Iran ai Giochi olimpici di Rio de Janeiro 2016.